# Мотидзуки, Минору
Минору Мотидзуки (яп. 望月 稔) (7 апреля 1907, Сидзуока, Япония — 30 мая 2003, Экс-ан-Прованс, Франция) — мастер японских боевых искусств, основатель Ёсэйкан айкидо (яп. 養正館合気道) и одноименного додзё, один из первых популяризаторов восточных боевое искусство в Европе, обладатель 10-го дана по айкидо, 9-го дана по дзюдзюцу, 8-го дана по иайдо, 8-го дана по дзюдо, 8-го дана по кобудо, 5-го дана кэндо, 5-го дана по каратэ и 5-го дана по дзёдо.
Минору Мотидзуки напрямую обучался у таких мастеров боевых искусств, как Дзигоро Кано (основатель дзюдо), Морихэя Уэсибы (основатель айкидо) и Фунакоси Гитина (основатель сётокан каратэ). Он один из первых, кто открыл айкидо, кэндо и иайдо в странах Европы.

## Биография
Минору Мотидзуки родился 7 апреля 1907 года в семье простого крестьянина в городе Сидзуока, Япония. В 1912 году его семья переехала в Токио, где Минору записали в додзё мастера Такэбэ. В возрасте 5-и лет он приступил к занятиям по дзюдо, а также изучал кэндо в додзё своего деда. В 1926 году Минору вступил в Кодокан, где довольно скоро стал выдающимся учеником. В 19 лет он получил свой 1-й дан, а в 1927 году — 2-й. Под руководством Дзигоро Кано Мотидзуки стал самым молодым членом Кобудо Кэнкюкай (англ. Kobudo Kenkyukai) — организации по изучению, развитию и сохранению классических боевых искусств, созданной в Кодокане. Помимо дзюдо Минору также занимался Катори Синто-рю.
В 1930 году по просьбе Дзигоро Кано Минору отправился изучать айки-дзюдзюцу к Морихэю Уэсиба и Синто Мусо-рю у Кодзи Симидзу (яп. 清水康次). В Кобукан додзё он на протяжении года являлся ути-дэси мастера Морихея Уэсиба вплоть до возвращения по болезни домой и открытия собственного додзё Ёсэйкан в городе Сидзуока в 1931 году. В июне 1932 года Минору был награждён «Daito Ryu Aiki Jujutsu Okuden Inka» — двумя свитками («Goshinyo no te» и «Hiden ogi no koto») школы Дайто-рю. В 1935 году он получил 5-й дан по дзюдо В 1936 году у Мотидзуки родился сын Хироо.
В 1938 году во время Японо-китайской войны Минору вместе со свой семьёй перебирается в Монголию. Там он обучает монголов искусству дзюдо, кэндо и айкидзюдзюцу, а сам, попутно, знакомится с каратэ. Через восемь лет пребывания в Монголии Минору в 1947 году возвращается в Японию и восстанавливает работу своего додзё. В том же году за свою деятельность в Монголии он получает 6-й дан по дзюдо. После Второй Мировой войны мастер Морихэй Уэсиба более не применяет к своему искусству термин «айкибудо» и называет его просто «айкидо», Минору же именует свою практику как «айкидо дзюдзюцу».
В 1951 году Минору был включён в состав культурной делегации Японии на заседании ЮНЕСКО в Женеве в качестве эксперта по дзюдо. Он был послан в Европу (в частности во Францию, Швейцарию и Тунис), чтобы представить там японское боевое искусство. Во время международных соревнований по дзюдо в Париже он провёл первую демонстрацию Айкидо дзюдзюцу на Западе, тем самым став первым человеком, представившим это искусство в Европе. Кроме того он воспользовался возможностью и продемонстрировал техники кэндо, иайдо и каратэ. Ещё на протяжении двух лет Минору занимался преподавательской деятельностью, обучая жителей Франции искусству айкидо и дзюдо. Среди его учеников был молодой французский дзюдоист Джим Алшейк (фр. Jim Alcheik), который в 1954 году последовал за своим учителем в страну восходящего солнца и продолжил своё обучение в додзё Ёсэйкан. После его смерти работу Алшейка продолжил Алан Флоке, который впоследствии поддерживал связь с Минору Мотидзуки и основал школу айкибудо. Кроме того, Минору обучал Рональда Херназа, создателя «Ниххон Тайдзюцу» (англ. Nihon Tai-Jitsu).
После отбытия Мотидзуки из Франции его место в качестве преподавателя айкидо занял Тадаси Абэ (яп. 阿部 正).
На протяжении следующих лет Минору продолжал совершенствовать свои навыки и получил 5-й дан по кэндо и дзёдо в 1956 году, а после 7-й дан по дзюдо в 1959 году. В 1960 году он был награждён серебряной медалью города Парижа. В 1963 году Минору послал своего сына Хироо Мотидзуки в Европу с целью развивать своё учение. Он контролирует и направляет развитие стиля Ёсэйкан Айкидо из своего дома в Сидзуоке, где его додзё зачастую посещают эксперты различных боевых искусств со всего мира.
В 1977 году организация «Кокусай Будоин» (англ. Kokusai Budoin) присвоила Минору звание ханси и 8-й дан по дзюдо. В 1978 году Мотидзуки выпустил книгу «Nihonden Jujutsu», за что от той же организации получил новый ранг — 10-й дан по дзюдо. Год спустя организация IMAF Айкидо присвоила ему 10-й дан айкидо, а награду вручал один из членов Японской императорской семьи. Между тем Минору продолжает путешествовать и обучать своему искусству всех желающих. Он несколько раз возвращается во Францию в 1985 году для участия в праздновании десятой годовщины создания Ёсэйкан Будо. В следующем году он принял участие в демонстрации иайдо на втором международном турнире Ёсэйкан Будо в городе Экс-ан-Прованс.
В 2000 году Минору официально передал права на свой стиль и додзё родному сыну Хироо. В последние годы своей жизни мастер Мотидзуки переехал во Францию, чтобы жить с сыном и внуками.
Минору Мотидзуки умер 30 мая 2003 года во Франции в возрасте 96 лет.